# محمد جعفر بهبهانیان
محمد جعفر بهبهانیان فرزند محمود متولد خرمشهر در جوانی در زمان شیخ خزعل نایب الحکومه خرمشهر شد. وی در سال ۱۳۳۰ توسط اسدالله علم برای رسیدگی به املاک بنیاد پهلوی انتخاب شد و بعد از آن به عنوان مدیر کل املاک موقوفه پهلوی برگزیده شد. او بعداً به سرپرستی بنیاد پهلوی، سرپرستی حسابداری دربار پهلوی، معاونت اداری وزارت دربار شاهنشاهی و سرپرست آرامگاه رضاشاه منصوب شد.
او جزو نخستین اعضای هیئت مدیره بنگاه ترجمه و نشر کتاب بود که به وکالت از محمدرضا پهلوی و ثریا اسفندیاری جزو مؤسسان نیز به‌شمار می‌رفت.
سازمان مطالعات تاریخ معاصر ایران به نقل از احمدعلی مسعود انصاری وی را یکی از اعضای فراماسونری معرفی کرده است.

مهدی پیراسته بهبهانیان را متهم می‌کند که تحت لوای حسابداری شاهنشاهی مبالغ زیادی پورسانت را بدون اطلاع شاه به جیب زده است.
محمد باهری او را شخصی معرفی کرده است که برای شاه تجارت می‌کرد و برایش پولی درمی‌آورد که دزدی نبود. باهری همچنین بهبهانیان را عامل توسعه کارخانه‌های سیمان می‌داند و این توسعه را یکی از خدمات بزرگ وی می‌شمارد.
بهبهانیان در سال ۵۷ به همراه شاه از ایران خارج شد و به دلیل اعتماد زیادی که محمدرضا پهلوی به وی داشت، مسئول کارهای مالی شاه در سوئیس بود ولی وی بعد از مدتی با اختلاس پولهای منسوب به شاه در سوئیس ناپدید شد. رقم دقیق اختلاس او مشخص نشد ولی از سوی مخالفان شاه از صدها میلیون دلار تا هزاران میلیون دلار اختلاس به او نسبت داده شده است. اما مسعود بهنود اختلاس پول توسط بهبهانیان را شایعه خوانده و مدعی شده است بهبهانیان در سفر به مصر و ملاقات با شاه، تمام حساب ها را تسویه کرده است.
مهرداد فرهمند خبرنگار بی‌بی‌سی فارسی در یک رشته توئیت مدعی شده است یکی از خیرین همنام با جعفر بهبهانیان که در طول اقامتش در خارج از ایران بانی ساخت چندین مدرسه، مسجد، کتابخانه و ورزشگاه در ایران شده در واقع خود او بوده است.